# Langeronyx brodiei
Il langeronice (Langeronyx brodiei) è un rettile arcosauromorfo estinto, appartenente ai rincosauri. Visse nel Triassico medio (Anisico, circa 245 - 244 milioni di anni fa) e i suoi resti fossili sono stati ritrovati in Europa.

## Descrizione
Questo animale era un rincosauro di medie dimensioni: la lunghezza del cranio era di circa 14 centimetri, e l'intero animale non doveva superare il metro di lunghezza. Come tutti i rincosauri derivati, era fornito di un grosso becco adunco formato dalle ossa premascellari e mascellari, ma differiva dagli altri rincosauri per una combinazione di caratteri: le orbite erano subcircolari e laterali, con un margine rialzato e ispessito, meno marcato lungo l'osso postorbitale rispetto ad altre parti del margine orbitale; processo anteriore dell'osso giugale alto e più esposto della mascella in vista laterale; superficie dorsale del prefrontale profondamente concava; superficie dorsale del frontale leggermente concava trasversalmente; dentatura occlusale del mascellare superiore composta da due zone dotate di denti separate da un unico solco longitudinale ben delimitato; l'area dotata di denti laterale dell'osso mascellare a forma di cresta; denti mascellari linguali sparsi, che non formano file nette e non sono regolarmente distanziati; denti dell'osso dentale linguali conici e di dimensioni simili ai denti occlusali. 

## Classificazione
Langeronyx è un rappresentante dei rincosauri, un gruppo di arcosauromorfi erbivori tipici del Triassico; Langeronyx, in particolare, sembrerebbe essere stato una forma piuttosto basale, ancestrale a un clade comprendente gli affini Bentonyx, Fodonyx e i rincosauri più derivati come Hyperodapedon. 
Langeronyx brodiei è noto grazie a un cranio parziale rinvenuto nella  formazione di arenaria di Bromsgrove nel Warwickshire, in Inghilterra, risalente all'Anisico. Inizialmente il cranio venne attribuito a una nuova specie del genere Rhynchosaurus (R. brodiei) da Michael J. Benton nel 1990, ma in seguito vennero messe in risalto le caratteristiche uniche di questo reperto, per il quale fu necessario istituire il genere Langeronyx (Ezcurra et al., 2016). Altri fossili originariamente riferiti a Rhynchosaurus brodiei e rinvenuti nella coeva Otter Sandstone sono stati riattribuiti ad altri generi, come Fodonyx e Bentonyx. 